# زمان پرواز

اصل زمان پرواز پایه کاربرد در یافتن دامنه لیزری

زمان پرواز عبارتست از مدت زمانی که یک جسم، ذره یا موج (مانند صوت یا نور) سپری می‌کند تا مسافتی در یک فضا را بپیماید.
از این می‌توان برای حصول زمان استاندارد (مانند چشمه اتمی) بعنوان روشی برای اندازه‌گیری سرعت یا طول مسیر یا اطلاعات دربارهٔ آن ذره یا مشخصات فضای واسط (مانند ترکیبات آن یا نرخ جریان) بهره گرفت.
ذره را می‌توان مستقیماً آشکار کرد (مثلاً به وسیله آشکارساز یونی در طیف‌سنجی جرمی) یا بصورت غیر مستقیم (مانند پراش نور از یک وسیله در سرعت سنج لیزری داپلر)